# Hồng Nhung
Hồng Nhung (nombre verdadero Lê Hồng Nhung, 15 de marzo de 1970) es una cantante vietnamita. Ella es una de las cuatro divas de la música vietnamita, junto a Thanh Lam, Mi Linh, y Tran Thu Ha. Es también conocida por su interpretación del compositor Trinh Cong Son.

## Biografía
Nhung nació en Hanoi, abandonada por su madre antes de que ella teniera un año y criada por su abuela. Su padre era un personaje bohemio, no contribuyeron mucho dinero para la comida y la ropa. Nhung tenía una buena voz, sin embargo, y cuando ella tenía 11 años de edad, cantó su primera canción en una radioemisora en su natal Vietnam. A los 17 años grabó su primer álbum, y con 21 años estaba empezando hacerse conocer como artista.
Le Hong Nhung nació el 15 de marzo de 1970 en Hanói. A la edad de 10, fue matriculada en una clase de canto o vocal en la Casa de la Cultura de Hanói. En 1981, ella comenzó a grabar su voz en una radioemisora de Vietnam. Se hizo conocer como una cantante y prometedora con canciones tituladas  Hà Nội y Papa, un cover de la canción vietnamitas Myo.
En 1991, Hong Nhung se trasladó a Ciudad Ho Chi Minh. Ella conoció al compositor Trinh Cong Son en 1992 y comenzó a presentar sus canciones con un estilo nuevo, creando una onda de la música vietnamita. Hong Nhung reside actualmente en la Ciudad Ho Chi Minh.

## Temas musicales
- Tiếng Hát Hồng Nhung (1988)
- Bống Bồng Ơi (1993)
- Chợt Nghe Em Hát (1994)
- Hồng Nhung Vol. 1: Đoản Khúc Thu Hà Nội (1997)
- Hồng Nhung và Những Bài Hát Top Ten
- Bài Hát Ru Cho Anh (1999)
- Ru Tình (2000)
- Cháu Vẽ Ông Mặt Trời
- Ngày Không Mưa (2002)
- Thưở Bống Là Người (2002)
- Một Ngày Mới (2003)
- Khu Vườn Yên Tĩnh (2004)
- Nợ (2006) con Thanh Lam
- Như Cánh Vạc Bay (2006)